# رينيه رينو
رينيه رينو (بالألمانية: René Renno)‏ (مواليد 19 فبراير 1979 في برلين - ألمانيا) لاعب كرة قدم ألماني يلعب حاليا لصالح نادي الدرجة الأولى بوخوم الألماني منذ 2005 في مركز حارس مرمى .

## روابط خارجية
- رينيه رينو على موقع قاعدة بيانات كرة القدم.إي يو (الإنجليزية)
- رينيه رينو على موقع بيانات كرة القدم. دي إي (الألمانية)
- رينيه رينو على موقع عالم كرة القدم.نت (الإنجليزية)